# James West (Fußballtrainer)
James West (* 26. Juli 1856 in Birkenhead; † 26. Januar 1922) war ein englischer Fußballtrainer und Generalsekretär der Zweigstelle der Lancashire and Yorkshire Railway in Newton Heath, Manchester. Er war der zweite „Trainer“ der Mannschaft von Newton Heath aus dem später Manchester United hervorging. Er gründete nach dem Niedergang von Newton Heath 1902 die Mannschaft als Manchester United neu. Er war bis 1903 Trainer der Mannschaft.